# Zhang Hongtao
Zhang Hongtao (Xi'an, Shaanxi, 9 de abril de 1986) es un gimnasta artístico chino, campeón del mundo en 2009 en la prueba de caballo con arcos.

## Carrera deportiva
En el Mundial celebrado en Londres en 2009 gana la prueba de caballo con arcos, por delante del húngaro Krisztián Berki (plata) y del australiano Prashanth Sellathurai (bronce).